# Albert Borowitz
Albert Borowitz (* 27. Juni 1930 in Chicago, Illinois) ist ein US-amerikanischer Sammler, Historiker und Autor.

## Leben
Schon sein Vater David Borowitz († 1988), der 1929 die Lampenfabrik Bradley Manufacturing Co. gegründet hatte, war ein Büchersammler. Als Albert 12 Jahre alt war, kaufte sein Vater ihm die komplette Sherlock-Holmes-Ausgabe von Arthur Conan Doyle. Borowitz besuchte die Milton Academy und erwarb seinen Master und J.D. an der Harvard University. 1950 heiratete er die Kunsthistorikerin Helen Osterman, mit der er drei Kinder hat. 1981 gewann er den Cleveland Arts Prize for Literature. Später war er auch nominiert für weitere Preise. Von 1983 bis 1997 war er Partner in der Anwaltsfirma Jones, Day, Reavis & Pogue.

## Werke

### Zu tatsächlichen Kriminalfällen
- Snows on the Moors; 1971 (zu einem Dreifachmord 1963 in Manchester. Die Snows waren C. P. Snow und seine Frau Pamela Hansford Johnson)
- Innocence and Arsenic: Studies in Crime and Literature; 1977 (zum Fall von Carl Jonas Love Almqvist)
- A Gallery of Sinister Perspectives: Ten Crimes and a Scandal; 1982
- The Thurtell-Hunt Murder Case: Dark Mirror to Regency England; 1987
- The Woman Who Murdered Black Satin: The Bermondsey Horror; 1989
- Unhappy Endings; 2001
- Terrorism for Self-Glorification: The Herostratos Syndrome; 2005
- Crimes Gone By: Collected Essays of Albert Borowitz, 1966-2005; 2006
- Lamech, the Second Biblical Killer: A Song with Variations; 2007
- Musical Mysteries: From Mozart to John Lennon; 2010
- Psychological Kidnapping in Italy: the Case of Aldo Braibanti; Artikel im American Bar Association Journal (Oktober 1971)
- An International Guide to Fact-Based Crime Literature; 2002; Bibliografie zu Kriminalliteratur

### Fiktionen
- The Jack the Ripper Walking Tour Murder; 1986
- This Club Frowns on Murder; 1990
- The Beautiful Red Danube (e-published)
- Death Play (e-published)